# What Became of the Likely Lads
What Became of the Likely Lads is een nummer van de Britse garagerockband The Libertines uit 2004. Het is de tweede en laatste single van hun titelloze tweede studioalbum.
Net als de vorige single Can't Stand Me Now gaat ook "What Became of the Likely Lads" over het einde van vriendschap tussen zanger Pete Doherty en gitarist Carl Barât, wat leidde tot het einde van de band. De titel wijst naar Whatever Happened to the Likely Lads?, een Britse sitcom uit de jaren '70. Het nummer bereikte de 9e positie in het Verenigd Koninkrijk. Daarbuiten werd de plaat geen hit.

## Tracklijst
CD 1
1. "What Became of the Likely Lads"
2. "Skag & Bone Man" (Live, Brixton, 6 maart 2004)
3. "Time for Heroes" (Live, Brixton, 6 maart 2004)

CD 2
1. "What Became of the Likely Lads" (Re-worked)
2. "The Delaney" (Live, Brixton, 6 maart 2004)

7"
1. "What Became of the Likely Lads"
2. "Boys in the Band" (Live, Brixton, 6 maart 2004)